# 騎木驢
騎木驢，中國古代的一種酷刑，出自小說等文學作品以及口耳相傳之成果，缺乏實際刑案檔案證實，較有誇大恫嚇之意義。

## 刑罰對象
小說中的“騎木驢”刑罰一般對象多為判处凌迟的罪犯。关汉卿《窦娥冤》提到：“张驴儿毒杀亲爷，奸占寡妇，合拟凌迟。押付市曹中，釘上木驢，剮一百二十刀處死。”《西游记》中的李彪也被釘上木驢。《水浒传》有一段文字：“大牢裏取出王婆，当厅听命。读了朝廷明降，写了犯由牌，画了伏状，便把这婆子推上木驴，四道长钉，三条绑索，东平府尹判了一个‘剐’字，拥出长街。两声破鼓响，一棒碎锣鸣，犯由前引，混棍后催，两把尖刀举，一朵纸花摇，带去东平府市心里，吃了一剐。”

## 木驢結構
根据某些小说的描述，改進過的木驢下面有四個輪子可以推著走。內藏偏心輪，可在女犯遊街時帶動圓木條上下移動、反覆撞擊女陰，使其在示眾過程中感受類似被強姦的痛楚。
清代公案小说《狄公案》第30回“赴杀场三犯施刑，入山东二臣议事”写道“置出这个木驴。其形有三尺多高，矮如同板凳相仿，四只脚向下，脚下有四个滚路的车轮，上面有四尺多长、六寸宽一个横木。面子中间，造有一个柳木驴鞍，上系了一根圆头的木杵，却是可上可下，只要车轮一走，这杵就鼓动起来。前后两头造了一个驴头驴尾……然后方标明女犯，到了女监，将毕周氏提出，两手绑于背后，插了标子，两人将木驴牵过，在堂口将她抬坐上去，和好鞍缰，两腿紧缚在凳上，将木杵向下……被这木驴子一阵乱拖，木杵一阵乱顶”。
清代另一部公案小说《施公案》第283回“用奇刑假知县招供，枭逆首勇副将监斩”写道“但见此物系檀木做成，约一尺长短，通体圆滑，上粗下细，一根木棍，安在一张檀木板凳中间，下面有关扭子消息，仿佛木驴形式。朱光祖、关小西、黄天霸三人一齐走下，将毛如虎拖上板凳，左右按定。朱光祖便将木棍，从裤子外钻入穀道。施公又命人鞭背。叫两人在他腰上，用夹棍夹起。毛如虎此时被木棍捣入，气运不来，又兼夹棍、背花，痛楚难受”。

## 行刑方式
在已被判死刑的婦女，如有被判此刑罰的，需木驢上遊行示眾。示眾過程中還要用荊條等鞭打女犯以增強效果。
正史中记载木驢是一種钉住犯人手脚的刑车，男女通用。《三朝北盟会编》记载建炎元年11月密州知州赵野弃城而逃，被密州军卒杜彦、李逵、吴顺抓回時，即釘上木驢。

## 延伸阅读
- 三角木馬